# Saint-Martin-de-Blagny
Saint-Martin-de-Blagny ist eine französische Gemeinde im Département Calvados in der Region Normandie mit 120 Einwohnern (Stand: 1. Januar 2022). Saint-Martin-de-Blagny gehört zum Arrondissement Bayeux und zum Kanton Trévières. 

## Geografie
Saint-Martin-de-Blagny liegt etwa 28 Kilometer westsüdwestlich von Bayeux. Umgeben wird Saint-Martin-de-Blagny von den Nachbargemeinden Bernesq im Norden, Rubercy und Saonnet im Nordosten, Le Molay-Littry im Osten, Tournières im Süden und Südosten, Sainte-Marguerite-d’Elle im Süden sowie La Folie im Westen und Nordwesten.

## Bevölkerungsentwicklung
| 1962                      | 1968 | 1975 | 1982 | 1990 | 1999 | 2006 | 2013 |
| ------------------------- | ---- | ---- | ---- | ---- | ---- | ---- | ---- |
| 214                       | 219  | 145  | 139  | 124  | 122  | 125  | 130  |
| Quelle: Cassini und INSEE |      |      |      |      |      |      |      |

## Sehenswürdigkeiten
- Kirche Saint-Martin aus dem 12. Jahrhundert

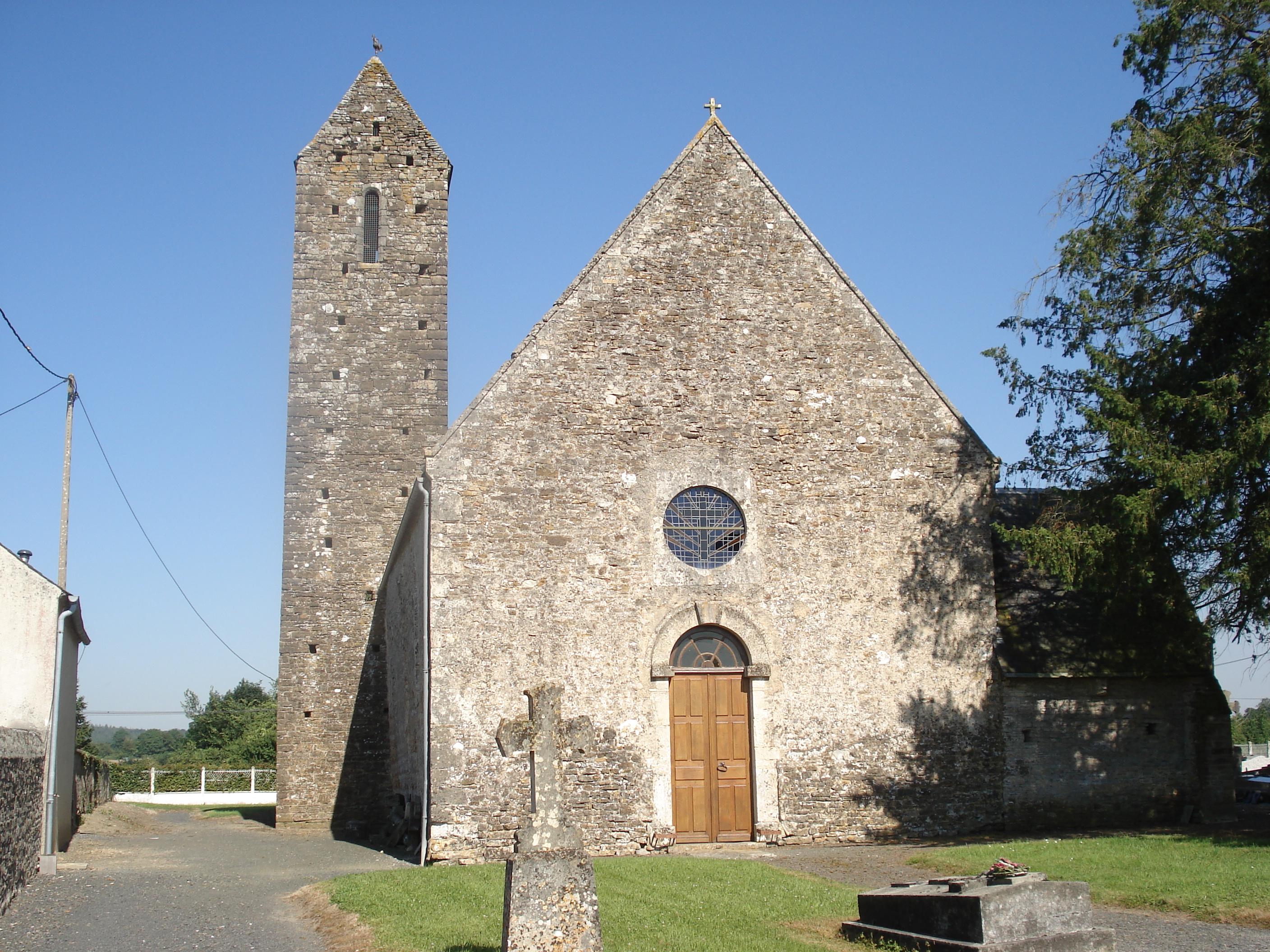
Kirche Saint-Martin